# Engramma
Un engramma è un elemento neurobiologico che consente alla memoria di ricordare fatti e sensazioni immagazzinandoli come variazioni biofisiche o biochimiche nel tessuto del cervello e di altre strutture nervose. Un engramma perciò, sarebbe una sorta di traccia mnemonica che si andrebbe ad organizzare nel sistema nervoso a seguito di processi d'apprendimento e d'esperienza.

## Storia
Il termine engramma risale al biologo tedesco Richard Semon, che nel 1904 usò il termine nel suo libro Die mneme per riferirsi alla rappresentazione neurale di una memoria.
L'engramma era per l'autore un cambiamento permanente nel sistema nervoso, la traccia mnestica che conserva gli effetti dell'esperienza nel tempo.
Ulteriori ricerche permisero di constatare che l'engramma non si localizzava in alcuna area specifica del cervello del ratto, ma che la memoria era ampiamente diffusa su tutta la corteccia cerebrale.
Il termine fu infatti ripreso nel 1950 del neuroscienziato Karl Lashey, che lo identificava con un cambiamento transitorio o permanente nel cervello derivante dalla codifica di una esperienza.

## Panoramica
Una possibile spiegazione per il fallimento della ricerca nell'individuare l'engramma nei ratti è che molti tipi di memoria (ad esempio la memoria visiva-spaziale, l'odore, ed altri) vengono utilizzati nell'elaborazione di compiti complessi, ad esempio per i ratti nel muoversi all'interno di un labirinto.
I neuroscienziati concordano sul fatto che i tipi di memoria coinvolta nell'esecuzione di compiti complessi vengono ad essere distribuiti tra tutta una varietà di sistemi neurali. Ciò nonostante certi tipi di conoscenza possono essere rielaborati e contenuti in specifiche regioni del cervello.
Complessivamente, i meccanismi della memoria restano poco conosciuti. Alcune parti del sistema nervoso, come ad esempio il cervelletto, il corpo striato, la corteccia cerebrale, l'ippocampo, l'amigdala si pensa che svolgano un ruolo importante nella memoria. L'ippocampo secondo alcuni neuroscienziati sarebbe coinvolto nell'apprendimento spaziale e verbale, e sarebbe utile nel consolidamento della memoria a breve termine in memoria a lungo termine.
Secondo la teoria, uno stesso evento, fatto di immagini, suoni, azioni, parole, emozioni, verrebbe codificato in diverse aree del cervello, collegate tra di loro da collegamenti sinaptici, e collegate con altre informazioni che danno senso compiuto all'esperienza fatta. Questa rete di connessioni neurali che codificano la stessa esperienza, costituisce l'engramma.
Ad oggi il concetto di engramma, pur venendo ammesso in neuroscienza come un'entità astratta, non è chiaramente definito, né sono definiti i suoi meccanismi basilari.

## Risultati della ricerca neuroscientifica in termini di rappresentazioni neurali dei concetti
«La ricerca ad oggi ha rivelato che i concetti di oggetti (come quello di martello) sono neuralmente rappresentati in molteplici regioni del cervello, corrispondenti ai vari sistemi cerebrali coinvolti nelle interazioni fisiche e mentali con il concetto. Il concetto di martello integra che aspetto abbia, per cosa si utilizza, come si impugna, etc., risultando quindi in una rappresentazione neurale distribuita su aree sensorie, motorie e associative.».
Il processo di formazione di una rappresentazione neurale è anche stato osservato in corso.